# Objektofilie
Objektofilie je sexuální deviace, která se projevuje výraznou emocionální a často také romantickou touhou s cílem navázat vztah s konkrétními neživými objekty. Jedinci s takto projevenými preferencemi mohou cítit silné emoce přitažlivosti, lásky a oddanosti k určitým věcem nebo stavbám, ke kterým se upínají. Pro některé z těchto jedinců je sexuální přitažlivost nebo emotivní navázání vztahu s lidmi bráno jako něco nepochopitelného. Někteří z objektofilů také často věří v animismus a v opětování na základě přesvědčení, že předměty mají duši, inteligenci a pocity, tudíž jsou schopny komunikovat. Na rozdíl od sexuálního fetišismu, předměty jsou objektofilem chápány jako rovnocenní partneři, nikoli jako prostředky k dosažení vylepšení vztahu.

## Společenství
V únoru 2008 Erika Eiffel, objektofilka žijící nedaleko San Franciska, založila internetovou stránku Objectùm-Sexuality Internationale. Jedná se o naučný projekt a mezinárodní online komunitu pro všechny jedince s tímto fenoménem. Stránky také slouží jako informační tabule pro veřejnost. Tomuto projektu se nedlouho po jeho zveřejnění dostalo velkého zájmu ze strany médií.

Eiffel, jejíž jméno je odvozeno od manželství s Eiffelovou věží (2007), vystoupila jako mluvčí v několika talk-show, radio-vysíláních, televizních pořadech, dokumentech a magazínech po celém světě.
Logo její organizace se skládá z červeného švédského plotu, který představuje plot Eklöf Berliner-Mauerové. Ta byla oficiálně první ženou, která se veřejně přihlásila k objektofilii. Plot symbolizuje hranici a transparentnost.

## Výzkum
Do roku 2009 byla objektofilie jako vztah osoby a neživého předmětu považována za pouhou kuriozitu a senzaci v médiích. Lékaři, psychologové a sexuologové kategorizovali objektofilii jako druh parafilie. A to i přes fakt, že zde nebylo množství dokumentů nebo vyšetření.

V únoru 2009 kontaktovala sexuoložka dr. Amy Marshová sdružení Objectùm-Sexuality Internationale. Se souhlasem a svolením Eriky Eiffel a 21 anglicky hovořícími členy Objectùm-Sexuality Internationale, provedla dr. Marshová studii s cílem poskytnou co nejvíce informací zainteresovaným odborníkům a zástupcům ze strany médií. Jedná se o první známý případ kvantitativního a kvalitativního sběru dat shromážděného z této komunity a poskytnutí nahlédnutí do celé situace. To povzbudilo dr. Marshovou k tomu, aby přijala objektofilii jako sexuální orientaci, nikoli jako parafilii. Výsledky studie byly zveřejněny pod názvem: Love Among the Objectum Sexuals (Láska mezi milovníky objektů).

## Rozšíření
Objektofilie se rychle stala mainstreamem dnešní doby a dostalo se ji předních míst v médiích poté, co televize ABC News v pořadu Good Morning America a Tyra Banks Show hostila Eriku Eiffel. Probíral se její vztah k Eiffelově věži a také to, jak ji její láska k neživým předmětům umožnila stát se dvojnásobnou mistryní světa v lukostřelbě. Také byla dotázána na svůj projekt Objectùm-Sexuality Internationale a její roli mluvčí.

Dalším člověkem, kterému se dostalo mediálního zájmu byla dr. Amy Marshová. ABC News nadneslo otázku objektofilie vs. parafilie. Dr. Marshová se podělila o svůj poznatek z nedávné studie, kterou provedla. Odhalila tak svůj názor a řekla, že podporuje objektofilii jako legitimní orientaci, avšak s dalšími vyžadovanými studiemi.

Když byla Tyrou Banks dotázána, zda trauma z dětství hraje roli při vzniku objektofilie, dr. Marshová řekla, že její výzkum toto tvrzení nenaznačil. Podotkla, že pokud by to tak skutečně bylo, existovalo by zde větší množství lidí s objektofilií.

V létě roku 2009 byla Erika Eiffel pozvána Institutem pro pokročilá studia o lidské sexualitě, aby poskytla hodinovou prezentaci studentům sexuologie, sexuálním terapeutům a pedagogům. Prezentace byla moderována dr. Marshovou.

Byla zaznamenána a uložena do archivu v knihovně tamního institutu.

Dr. Marshová píše pro web Carnal Nation týdenní sloupky s názvem rubriky Love's Outer Limits.
Započala s třemi sloupky: People Who Love Objects (Lidé, kteří milují objekty). Také publikovala dílo
Love Among the Objectum Sexuals.

V březnu roku 2012 poskytla britská občanka Amanda Liberty interview deníku Daily Mail. Popisuje v něm své romantické pocity, které cítí k Soše Svobody.

Liberty řekla: „Ona je mou vzdálenou milenkou a já jsem naprosto ohromena jejím úžasem. Ostatní lidé budou možná šokování tím, jak můžu prožívat romantické pocity s neživým objektem, ale já nejsem jako ostatní.“

V ten samý měsíc proběhlo deníkem Daily Mail další interview, tentokrát se čtyřicetiletou Reighner Deleighniovou. Jednalo se o její romantický vztah s 91 cm vysokou, mramorovou soškou řeckého boha Adónise. Tuto sošku koupila za bezmála 12 tisíc korun a pojmenovala ji přezdívkou Hans. Pozdější příklad se týkal Val Therouxové, 64leté Kanaďanky, která létala každoročně tisíce mil z Kamloopsu do Velké Británie, aby tam spatřila dub, do kterého se zamilovala. Během léta 2012, Babylonia Aivazová, rodačka ze Seattlu, byla provdána za 107 let staré skladiště. Avšak tento konkrétní vztah není popisován jako objektofilie, vzhledem k politicko-protestní povaze jejího sňatku.